# Osphranteria lata
Osphranteria lata är en skalbaggsart som beskrevs av Maurice Pic 1956. Osphranteria lata ingår i släktet Osphranteria och familjen långhorningar.
Artens utbredningsområde är:
- Iran.
- Pakistan.

Inga underarter finns listade i Catalogue of Life.